# Pansarkårens museum
Pansarkårens museum (officiellt: Pansarkårens museum och minnesmärke i Latrun, hebr. יד לשריון, Jad La'Shirjon) är den israeliska pansarkårens officiella museum och minnesmärke. I egenskap av minnesmärke har den officiell status i enlighet med ett regeringsbeslut från 1984.

## Historia
Museet är uppbyggt runt den gamla brittiska polisstation i Latrun, och ligger bredvid huvudvägen mellan Tel Aviv och Jerusalem. Polisstationen byggdes som ett så kallar Tegart-fort, för att kunna fungera som en befäst bas för de brittiska polisstyrkorna i området i slutet av 1930-talet. I samband med det brittiska tillbakadragandet 1948 föll fortet i den transjordanska Arablegionens händer. Trots hårda strider, där även de första israeliska pansarförbanden ingick, var fortet vid slutet av israeliska självständighetskriget fortfarande under Arablegionens kontroll. Under Sexdagarskriget intogs fortet av israeliska styrkor understödda av AMX-13-stridsvagnar. Den judiska historien i området sträcker sig tillbaka till biblisk tid, och både under Josuas tid och i samband med Mackabéerupproret utkämpades strider i området.

## Museet
Museet har idag en omfattande samling med över 150 pansarfordon. Dessutom ingår ett flertal mindre utställningar inomhus, inklusive frimärken med pansarmotiv, judiska soldater i andra världskriget, soldater ur pansarkåren som är saknade i strid och samt modeller av ytterligare stridsfordon.